# Jacobus Odhelius
Jacobus Odhelius, född 1627, död 1681 i Ods församling, Skaraborgs län, var en svensk präst.

## Biografi
Jacobus Odhelius föddes 1627. Han var son till kyrkoherden Haqvinus Laurentii och Tolla Thoresdotter i Ods församling. Odhelius blev 1647 student vid Uppsala universitet, där han försvarade två distiputander och avlade filosofi kandidatexamen. Han blev 1658 konrektor vid Skara trivialskola, tillträde 1659 och prästvigdes samma år. Odhelius avlade 1661 magisterexamen och utnämndes 1663 till kyrkoherde i Ods församling efter sin bror, tillträde 1664. Han blev 1673 kontraktsprost i Ås kontrakt. Odhelius avled 1681 i Ods församling av lungsot.

### Familj
Odhelius gifte sig1664 med Annika Omoenius (död 1704). Hon var dotter till biskopen Andreas Omoenius i Skara stift. De fick tillsammans barnen Elisabet Odhelius (född 1667) som var gift med kyrkoherden Nils Siggonius i Nårunga församling och Tolla Odhelius (född 1669) som var gift med kyrkoherden Elias Winge i Rångedala församling.